# Peter Roels
Petrus Alphonsus (Peter) Roels (Boskoop, 5 augustus 1925 – Zwolle, 20 september 1989) was een Nederlands politicus van de PvdA.
Hij werd geboren als zoon van Petrus Alphonsus Roels (1894-1966) en Maria Cornelia Guldemond (1898-1947). Na de hbs in Gouda ging hij scheikunde studeren in Delft. Hij weigerde in 1943 de loyaliteitsverklaring te ondertekenen en dook onder in Friesland. Na de bevrijding volgde hij een opleiding aan een kweekschool in Den Haag. Vervolgens was hij onderwijzer op een lagere school in Leiden. In 1957 werd hij docent algemeen vormend onderwijs op de lts van Sint-Maartensdijk en hij zou ook bestuurlijke functies in het onderwijs krijgen. Roels kwam in 1962 in de Provinciale Staten van Zeeland wat hij, afgezien van een korte onderbreking, tot 1974 zou blijven. Vanaf 1971 was hij tien jaar lid van de Tweede Kamer. Daarna ging hij in Zwolle wonen waar hij in 1989 op 64-jarige leeftijd overleed.
- Biografisch Portaal: 91613783
- Parlement.com: vg09llf78hy2